# Bade~museum norderney/Galerie Hans Trimborn

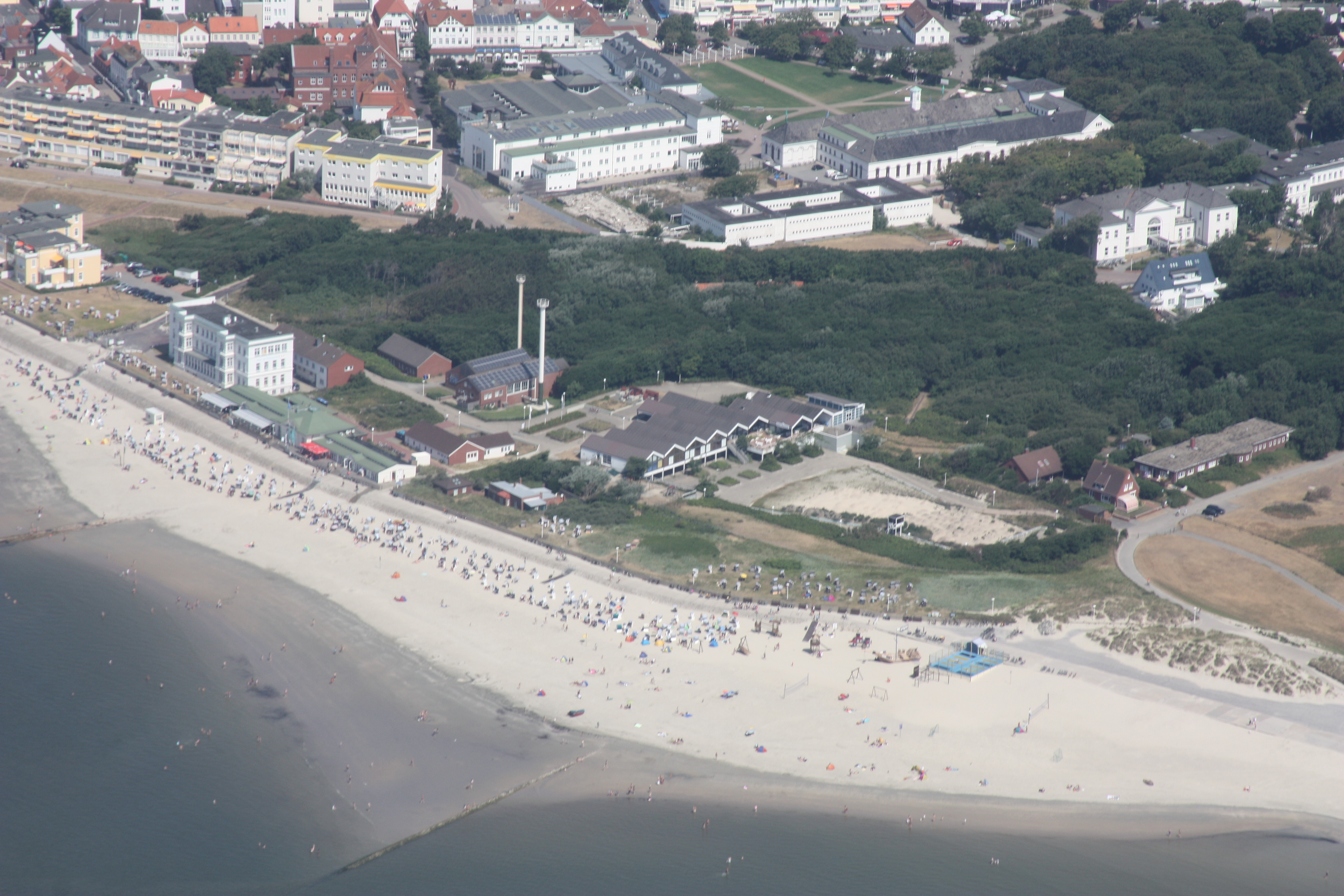
Luftbild des ehemaligen Wellenfreibades aus südwestlicher Richtung. Während das Schwimmbecken mit Sand verschüttet wurde und als Klettergarten genutzt wird, ist seit 2007 im ehemaligen Gebäude das bade~museum untergebracht. Nördlich des Museums befindet sich das Argonner Wäldchen und die Stadtmitte mit dem Conversationshaus.

Das bade~museum norderney/Galerie Hans Trimborn hat seinen Sitz im Gebäude des ehemaligen Meerwasserfreibades in der Nähe des Weststrandes der ostfriesischen Insel Norderney. Die Schwerpunkte der Sammlung liegen im kulturellen „Erbe der mehr als 200-jährigen Geschichte des Nordseeheilbades Norderney, die Reise- und Badekultur vergangener Epochen sowie ‚Kunst am Meer‘“. Träger des Museums ist der im Februar 2005 gegründete Förderverein Museum Nordseeheilbad Norderney. Das Haus, das 2013 eine Besucherzahl von 6756 aufwies, ist Mitglied im Museumsverbund Ostfriesland, des Museumsverbandes Niedersachsen/Bremen, der AG Museen und Sammlungen in Ostfriesland sowie der AG der Kur- und Bädermuseen in Deutschland.

## Geschichte
Pläne, auf Norderney ein Museum einzurichten, gab es seit den 1980er Jahren. Initiator der Idee war der Arbeitskreis Geschichte und Kultur im Heimatverein Norderney. Lange scheiterte das Projekt an fehlenden Räumlichkeiten oder zu geringen finanziellen Mitteln. Im Februar 2005 gründete sich schließlich der Förderverein Museum Nordseeheilbad, dem die Staatsbad Norderney GmbH kurz darauf das seit 2002 geschlossene Freibadgebäude am Weststrand überließ. Im Gebäude, das 1974 nach knapp zweijähriger Bauzei fertiggestellt wurde, konnte der Verein nach Umbaumaßnahmen im September 2007 das Museum eröffnen. Im Jahr 2013 hatte der Förderverein 178 Mitglieder.
| Jahr     | 2009     | 2010 | 2012 | 2013 |
| Besucher | ~ 10.000 | 8913 | 6745 | 6756 |

## Ausstellung
Auf rund 1100 Quadratmetern Nutzfläche widmet sich das Museum in seiner Dauerausstellung mit dem Titel „Reiselust- und Badespass“ den Themen Das Meer, Mythos Wasser; Heilbad und Wasserkur, Meereslust – Die Entdeckung des Strandes, Gründung von Seebädern (Heiligendamm 1793, Norderney 1797), Meeresprodukte. Weitere Schwerpunkte sind nach eigenen Angaben Werbung, Reise ins Seebad, Ortsentwicklung, Seebadverwaltung, Beherbergung im Seebad, Handwerk sowie Handel, Gewerbe und Unterhaltung im Seebad. Für Wechselausstellungen stehen 120 Quadratmeter Fläche zur Verfügung. Seit dem 25. März 2013 beherbergt das Haus in einem Seitentrakt auch die Galerie Hans Trimborn, die ursprünglich im „Alten Wasserwerk“ gezeigt werden sollte. Sie ist die erste und bislang einzige Kunstschau, die das Werk von Hans Trimborn, der von 1919 bis 1939 auf Norderney lebte, in einer Dauerausstellung zeigt. Seit Dezember 2011 ist im Museum eine historische Druckwerkstatt untergebracht.
Vor dem Gebäude ist die Wellenmaschine des alten Norderneyer Seewasser-Wellenhallenschwimmbades von 1931 ausgestellt, mit der im ersten Wellenbad dieser Art in Europa Wellen bis zu 1,8 m Höhe erzeugt werden konnten.

## Bildergalerie

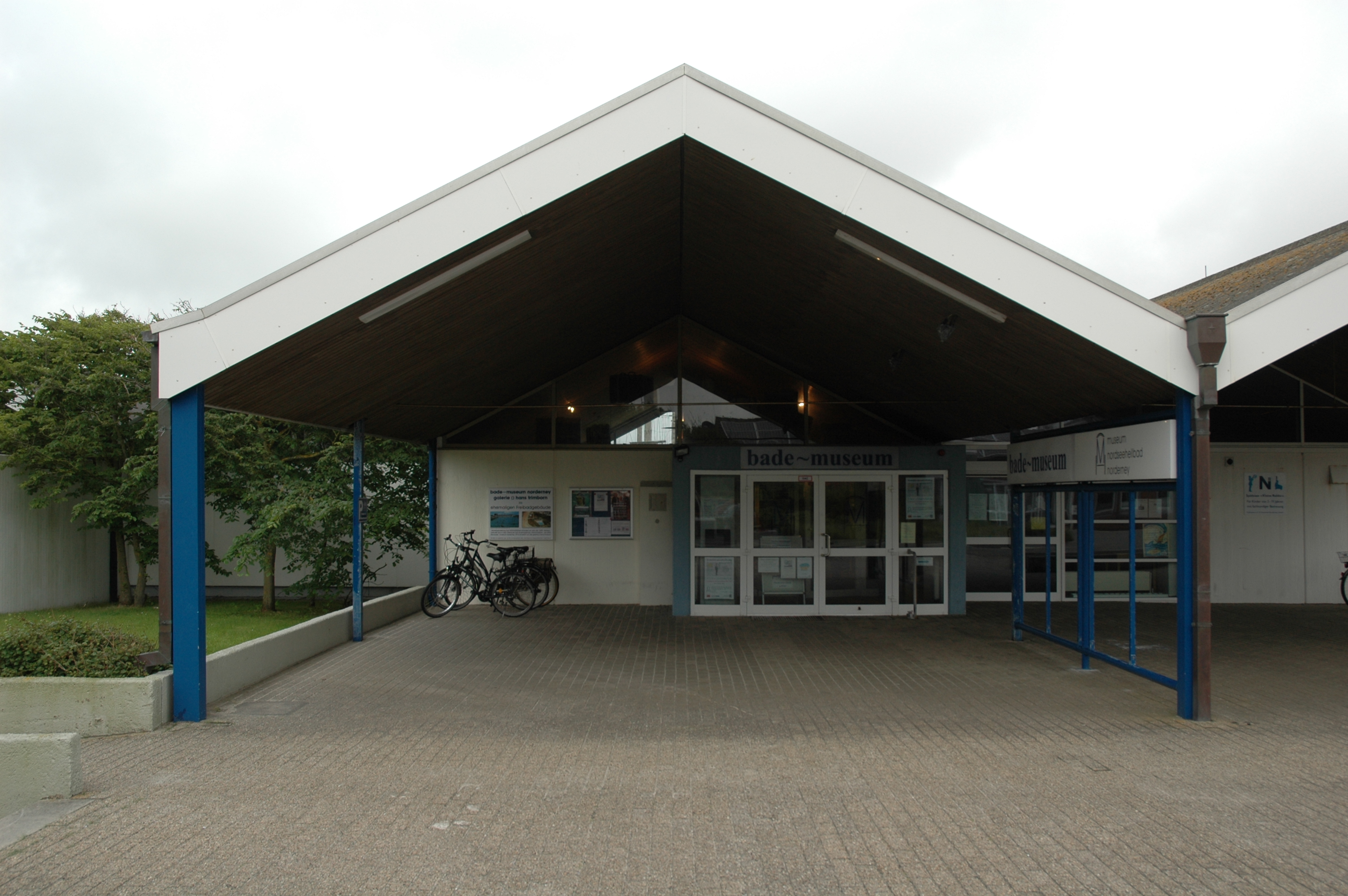
Eingang zum Museum
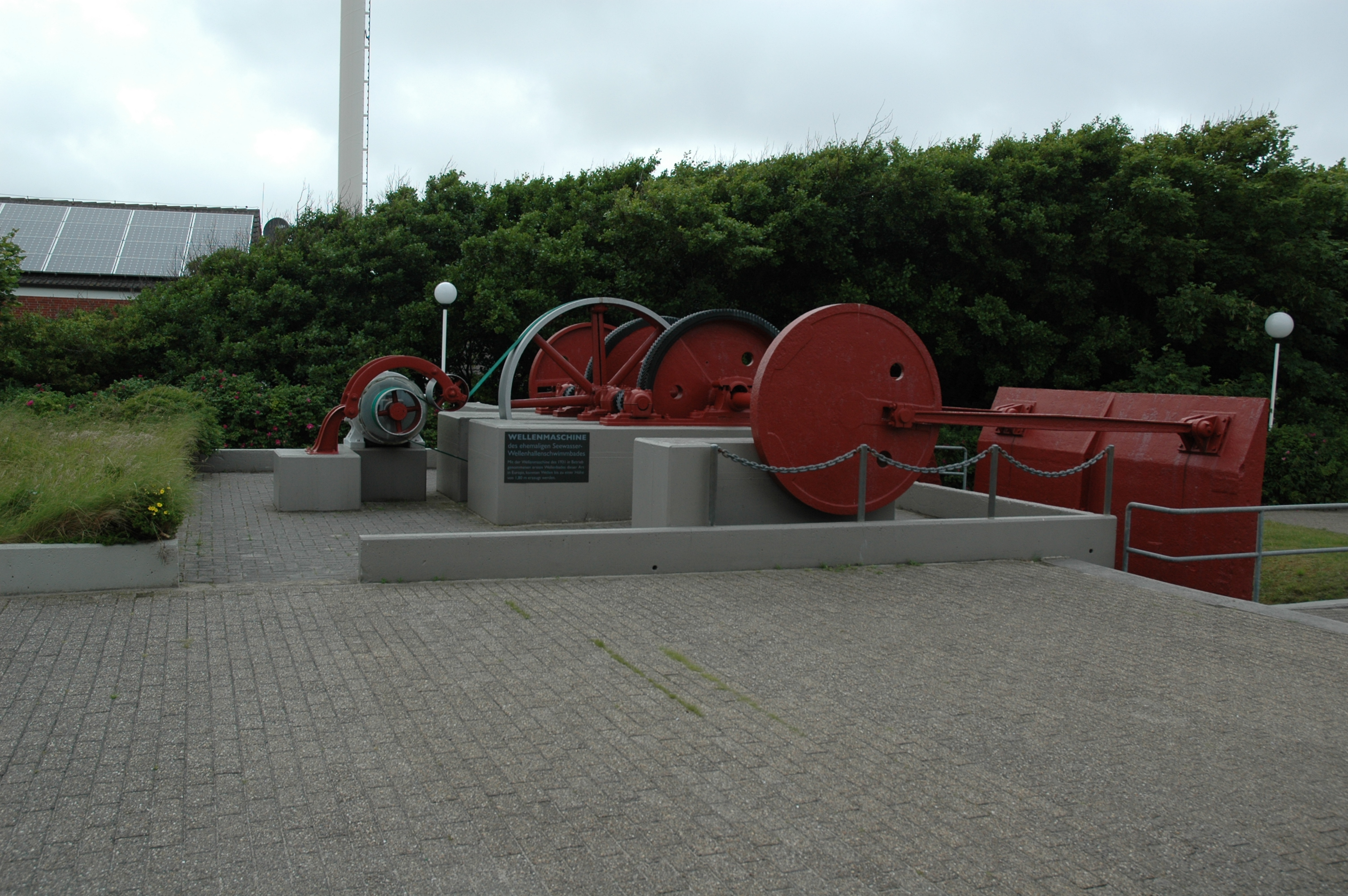
Wellenmaschine gegenüber dem Museumseingang
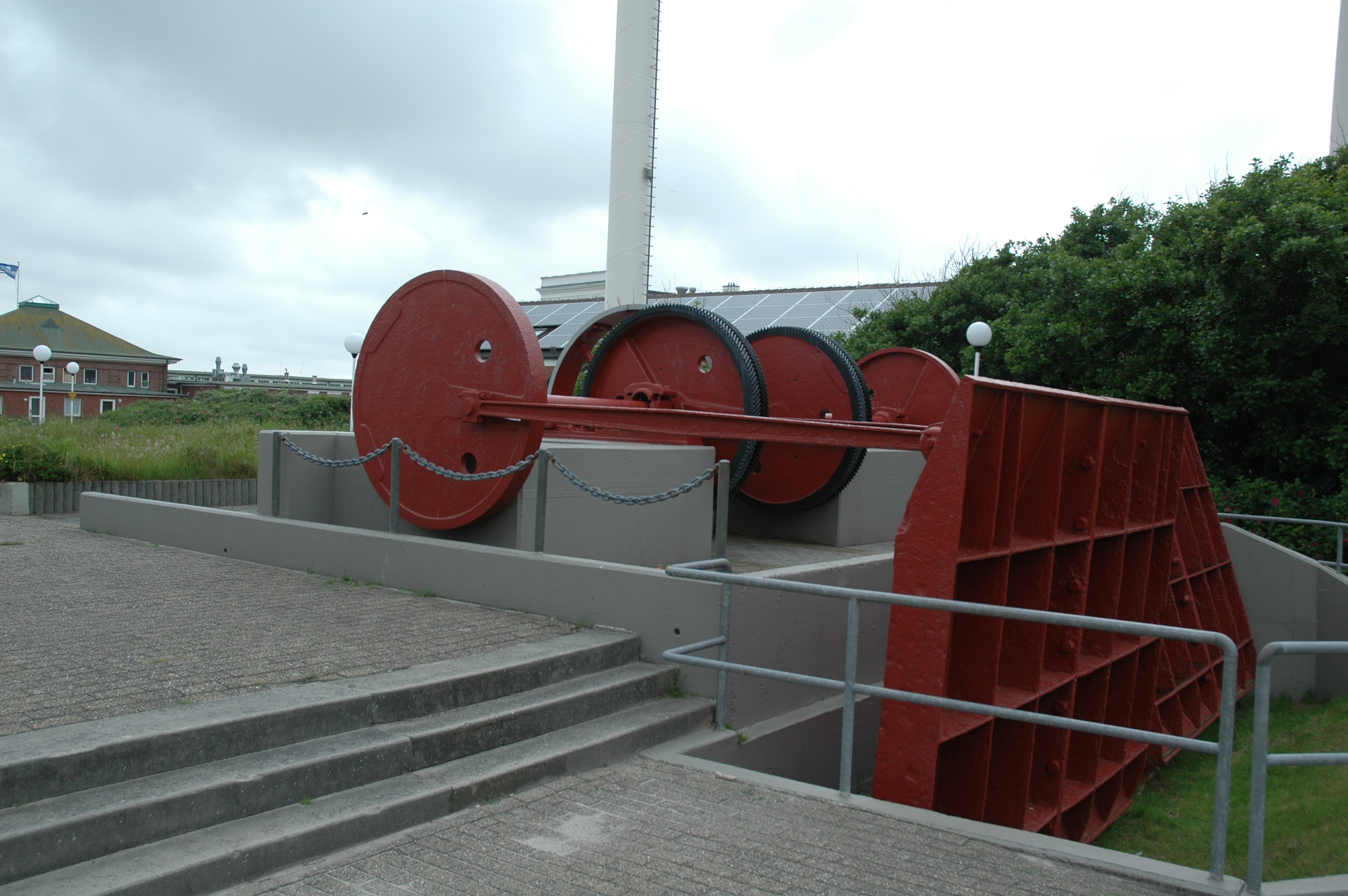
Wellenmaschine im Detail
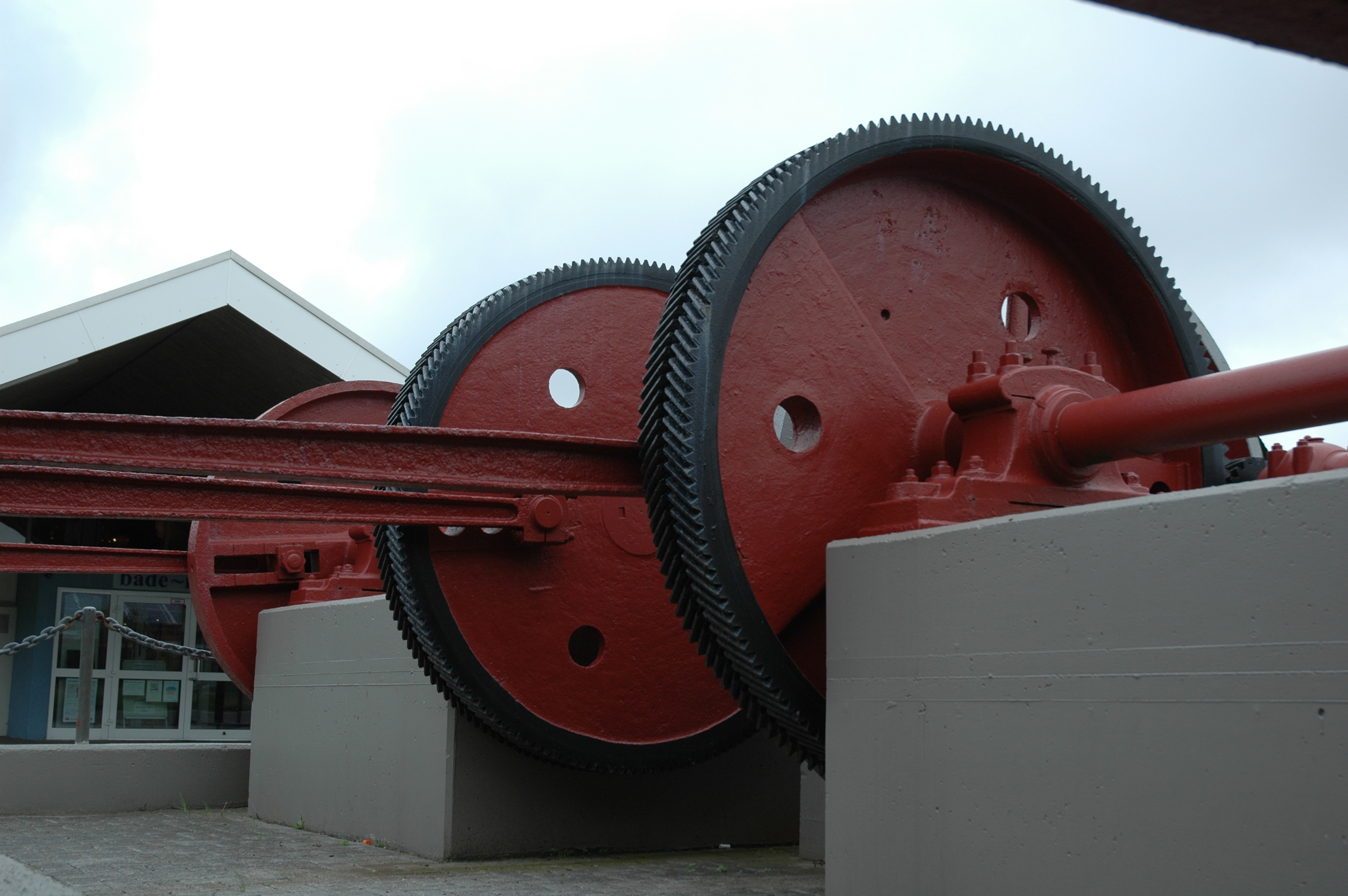
Detail des Antriebs